# Mandaon
Mandaon (Bayan ng Mandaon) är en kommun i Filippinerna. Kommunen tillhör provinsen Masbate och ligger på ön med samma namn. Folkmängden uppgår till 41 262 invånare år 2015.

## Barangayer
Mandaon är indelat i 26 barangayer.
| - Alas - Ayat - Bat-Ongan - Bugtong - Buri - Cabitan - Cagmasoso - Canomoy - Centro - Dayao - Guincaiptan - Lantangan - Looc | - Mabatobato - Maolingon - Nailaban - Nanipsan - Pinamangcaan - Poblacion - Polo Dacu - San Juan - San Pablo - Santa Fe - Tagpu - Tumalaytay - Laguinbanwa |